# Vroege eikenuil
De vroege eikenuil (Xanthia ruticilla) is een vlinder uit de familie uilen (Noctuidae). De wetenschappelijke naam is voor het eerst geldig gepubliceerd in 1791 door Esper.
De soort komt voor in Europa.